# 玫红野青茅
玫红野青茅（学名：Deyeuxia rosea）为禾本科野青茅属下的一个种。

## 扩展阅读
- 維基物種上的相關：玫红野青茅